# Rubén González Rocha
Rubén González Rocha (ur. 29 stycznia 1982 w Santiago de Compostela) hiszpański piłkarz, obrońca Bakı FK.